# De moordenaar droeg blauw
De moordenaar droeg blauw is een detectiveverhaal van Agatha Christie. Het boek verscheen oorspronkelijk in de Verenigde Staten in 1944 onder de titel Towards Zero en werd uitgegeven door Dodd, Mead and Company. Datzelfde jaar bracht Collins Crime Club het boek uit in het Verenigd Koninkrijk. In 1949 werd het boek naar het Nederlands vertaald en wordt sindsdien verdeeld door Luitingh-Sijthoff.

## Verhaal
Weduwe Tressilian is gebonden aan haar bed, maar dat weerhoudt haar niet om jaarlijks enkele gasten uit te nodigen in haar strandhuis in Gull's Point. Ditmaal heeft ze Ted, Thomas en meneer Treves uitgenodigd. Verder komt ook Nevile Strange, een ex-tennisleerling van haar overleden man. Nevile brengt Kay en Audrey mee, respectievelijk zijn huidige en ex-vrouw. 
Het feestje is niet echt gezellig, wat mevrouw Tressilian al vreesde. Meneer Treves, een gewezen jurist, vertelt over een zeer oude zaak waarbij een kind een ander kind per toeval doodde met pijl-en-boog. De dader kreeg een nieuwe identiteit. Meneer Treves is zeker dat hij deze persoon herkent aan enkele fysieke eigenschappen. De volgende ochtend vindt men het lichaam van meneer Treves. Men vermoedt dat hij een hartinfarct kreeg omdat - volgens een bord - de lift van zijn hotel niet werkte en hij bijgevolg de trappen nam waarvoor zijn hart te zwak was.
Niet veel later wordt ook mevrouw Tressilian op brutale wijze vermoord en haar meid Mary werd gedrogeerd. Haar erfgenamen zijn Nevile en Audrey. Nevile wordt verdacht van de moord omdat zijn vingerafdrukken op een golfstick staan die bij mevrouw Tressilian werd gevonden. Mary vertelt aan inspecteur Battle dat ze mevrouw Tressilian nog levend zag na het bezoek van Nevile. Daarop wordt Audrey verdacht: een van haar handschoenen werd bebloed teruggevonden in de klimop met daarbij wellicht het echte moordwapen. Dit is een tennishandvat met daarop een metalen bol afkomstig van het haardhekje in haar kamer. Mary is van mening dat het verhaal van meneer Treves in verband dient gebracht te worden en dat iemand met opzet een bord aan de lift heeft gehangen. Uit onderzoek blijkt ook dat het hotelpersoneel niets afweet van een liftdefect.
Audrey tracht zelfmoord te plegen door van een klif te springen, maar wordt tijdig gestopt door Angus MacWhirter. Wanneer Angus bij de stomerij zijn kledij ophaalt, zit er verkeerdelijk een kledingstuk in dat niet van hem is met een merkwaardige vlek. Omdat de dood van Tressilian en Treves veel media-aandacht krijgt, is Angus goed op de hoogte. Daardoor denkt hij te weten waar de merkwaardige vlek vandaan komt. Hij gaat naar Gull’s Point en zoekt tezamen met Mary naar een lang touw wat ze in de zolderkamer vinden.
Inspecteur Battle arresteert Audrey omwille van het gevonden bewijsmateriaal. Echter, zijn eigen dochter werd ook ooit ten onrechte gearresteerd en bekende onder druk. Hierdoor vermoedt Battle dat Audrey mogelijk in eenzelfde situatie verkeerd. Niet veel later vertelt Angus aan Battle dat hij op de nacht van de moord iemand in de beek had zien zwemmen en via een touw het huis inkroop. Volgens Thomas heeft Audrey haar huwelijk met Nevile beëindigd omdat ze schrik van hem had. Daarna startte ze een nieuwe relatie met Adrian Royde met wie ze zich verloofde. Adrian kwam te sterven tijdens een auto-ongeluk. Hieruit concludeert Battle dat Nevile wellicht de moord op mevrouw Tressilian heeft gepleegd, maar alles heeft gemanipuleerd zodat het lijkt alsof Audrey de dader is.
Nevile bekent de moord op Tressilian. Voor de dood op Treves en Adrian is er geen voldoende bewijs om dit aan te nemen. Audrey bedankt Arthur op wie ze verliefd is geworden. Ze verhuizen naar Chili.

## Adaptaties

### Toneel
In 1956 herschreef Christie het boek voor toneel.

### Film
In 1995 zou het boek verfilmd worden, maar het script werd door Rosalind Hicks verworpen omdat het op verschillende punten afweek van het originele en er een incest-relatie werd bijgevoegd. Hichs stelde de producers voor om alle namen aan te passen en de film een andere titel te geven. Dit werd Innocent Lies.
In 2007 werd het boek verfilmd door de Franse regisseur Pascal Thomas onder de titel L'Heure Zéro.

### Televisie
In 2007 werd het boek verfilmd als aflevering voor het derde seizoen van ITV's Agatha Christie's Marple met Geraldine McEwan als Miss Marple. Hiervoor werd het verhaal ietwat aangepast zodat Miss Marple geïntroduceerd kon worden. Verder werd de naam van Inspecteur Battle aangepast naar Inspecteur Mallard, gespeeld door Alan Davies.
In september 2019 verscheen in het tweede seizoen van de Franse televisieserie Les Petits Meurtres d'Agatha Christie de aflevering L'Heure Zéro, losjes gebaseerd op het boek.